# Melle van Gemerden
Melle van Gemerden, né le 9 mai 1979 à Amsterdam, est un joueur de tennis néerlandais, professionnel entre 1998 et 2008.
Surnommé « Mad Melle » par la presse néerlandaise, il a été impliqué dans une affaire de dopage en 2004.

## Carrière
Melle van Gemerden décroche le titre de champion junior néerlandais en 1997. Lors du tournoi Challenger de l'Ile Maurice, fin décembre 2004, il a été testé positif pour un métabolite du cannabis ou tétrahydrocannabinol (THC). Alors que le tribunal ATP reconnut que Van Gemerden avait commis une infraction de dopage en vertu des règles du programme antidopage du tennis avec des circonstances exceptionnelles, l'usage du cannabis, dans ce cas, fut considéré pour ne pas être lié à des raisons améliorant la performance. Il a été condamné à restituer le prize money obtenu lors du tournoi (2 950 $) et perdit les points gagnés au tournoi. Bien qu'il fût admissible à revenir à la compétition, Van Gemerden prit volontairement de la distance.
Van Gemerden a joué pour l'équipe des Pays-Bas de Coupe Davis de 2005 à 2006, participant au quart de finale du Groupe Mondial en 2005 contre la Slovaquie où il joue le double avec Paul Haarhuis. L'année suivante, il est sélectionné en simple face à la Russie et perd son match face à Nikolay Davydenko.
Il participe pour la première fois à un tournoi du Grand Chelem lors de l'Open d'Australie 2005, où il est battu par Juan Carlos Ferrero en quatre sets. La même année, il est quart de finaliste au tournoi des Pays-Bas, en battant Christophe Rochus et remporte un Challenger à Schéveningue. L'année suivante, en 2006, il a joué à Roland-Garros et à Wimbledon où il atteint le deuxième tour en battant Josh Goodall avant d'être éliminé du tournoi par Mardy Fish. Il a par la suite subi deux chirurgies du rachis. Ces événements ont marqué la fin de sa carrière professionnelle en tant que joueur.
Van Gemerden a été partenaire d'entraînement d'Ana Ivanović et Fernando Verdasco ainsi qu'entraîneur de Thiemo de Bakker jusqu'en novembre 2015. Jusqu'en 2020, il était professeur de tennis au KNLTB.

## Parcours dans les tournois duGrand Chelem

### En simple
| Année | Open d'Australie | Open d'Australie | Internationaux de France | Internationaux de France | Wimbledon      | Wimbledon  | US Open | US Open |
| ----- | ---------------- | ---------------- | ------------------------ | ------------------------ | -------------- | ---------- | ------- | ------- |
| 2005  | 1er tour (1/64)  | J C. Ferrero     | —                        | —                        | —              | —          | —       | —       |
| 2006  | —                | —                | 1er tour (1/64)          | Juan Mónaco              | 2e tour (1/32) | Mardy Fish | —       | —       |

N.B. : à droite du résultat se trouve le nom de l'ultime adversaire.